# Josep Miró i Folguera
Josep Miró i Folguera (Reus, 1862 - Barcelona, 1938) fou un escriptor i periodista. Col·laborà ja als 16 anys a l'Eco del Centro de Lectura de la seva ciutat, i n'arribà a ser cap de redacció. També publicà en diverses revistes i diaris catalans (La Vanguardia, El Poble Català, La Publicidad) i madrilenys (La Ilustración Ibérica, El Mundo Ilustrado). Fou redactor en cap d'El Progreso i El Diluvio.
La seva producció literària es limita a un llibre de contes (El Ratoncito, 1895), a la traducció d'algunes obres d'Erckmann-Chatrian i de William M. Thackeray i a l'adaptació d'una obra d'Honoré de Balzac, representada al teatre Romea de Barcelona. Un germà seu, Ramon Miró Folguera, va ser escultor, dibuixant humorístic, dissenyador i cartellista.